# Fundación de Atención al Migrante (Colombia)
El 8 de marzo de 2002 el Cardenal Pedro Rubiano Sáenz, Arzobispo de Bogotá, mediante el Decreto 845 crea la Fundación de Atención al Migrante – FAMIG, entidad canónica sin ánimo de lucro, con el objetivo de acoger y orientar a los inmigrantes, en especial a los más desprotegidos. Desde su creación la Fundación, fue encomendada a la Pastoral de Movilidad Humana y a las hermanas Misioneras Scalabrinianas, quienes se han caracterizado por su don de servicio y acogida.
La Fundación de Atención al Migrante FAMIG pertenece a la Arquidiócesis de Bogotá, el director ejecutivo de la Fundación es el Monseñor Rubén Darío Hernández  y la secretaria Ejecutiva es la Hermana Valdete Wilemann. Tiene como objetivo atender a población en situación de desplazamiento, refugiados y deportados mediante programas de apoyo y recuperación. A lo largo de la historia, FAMIG ha atendido a la población según la situación y los problemas que se registren en la región. La crisis migratoria producida por las políticas del presidente Nicolás Maduro en Venezuela, se ha convertido en uno de los mayores retos para la Fundación de Atención al Migrante, la Fundación de Atención al Migrante cuenta con cuatro centros.

## Centro de Atención al Migrante - CAMIG I
En 1995 se inauguró el Centro de Atención al Migrante “Cardenal Mario Revollo Bravo” CAMIG para responder al creciente fenómeno del desplazamiento. La acción pastoral ha sido fruto del constante esfuerzo al servicio de los más desprotegidos, Por esta situación se dio lugar a la creación de la Fundación de Atención al Migrante FAMIG. Este centro en la actualidad cuenta con 43 camas dirigidas principalmente a madres con niños, adicional, los inmigrantes que llegan a este lugar reciben alimentación, kits de aseo y elementos para afrontar su crisis, como ropa, mercados y enceres. Es dirigido por la hermana Valdete Wilemann.

## CentroPastoraly deCapacitación- CEPCA
Para el año 2000 con el fin de responder a las necesidades pastorales se crea el Centro pastoral y de Capacitación – CEPCA, para promover una atención integral a la población inmigrante. Se brinda capacitación en áreas como belleza integral, manicura, pedicura, confección, patronaje, comidas rápidas, recursos humanos y contabilidad. En la actualidad es dirigido por la hermana Dora Suaza Arenas .

## Centro de Acogida y Acción Pastoral de laTerminal de Transportes
En 1992 la Fundación adquirió una oficina en el módulo 5 de La Terminal de Transportes del Salitre, desde allí funciona el Centro de Acogida que ha servido para brindar apoyo a miles de inmigrantes que llegan en busca de una ayuda humanitaria, apoyo psicosocial y ayuda en tiquetes para quienes se dirigen a otros puntos de la geografía nacional y no cuentan con los recursos. 

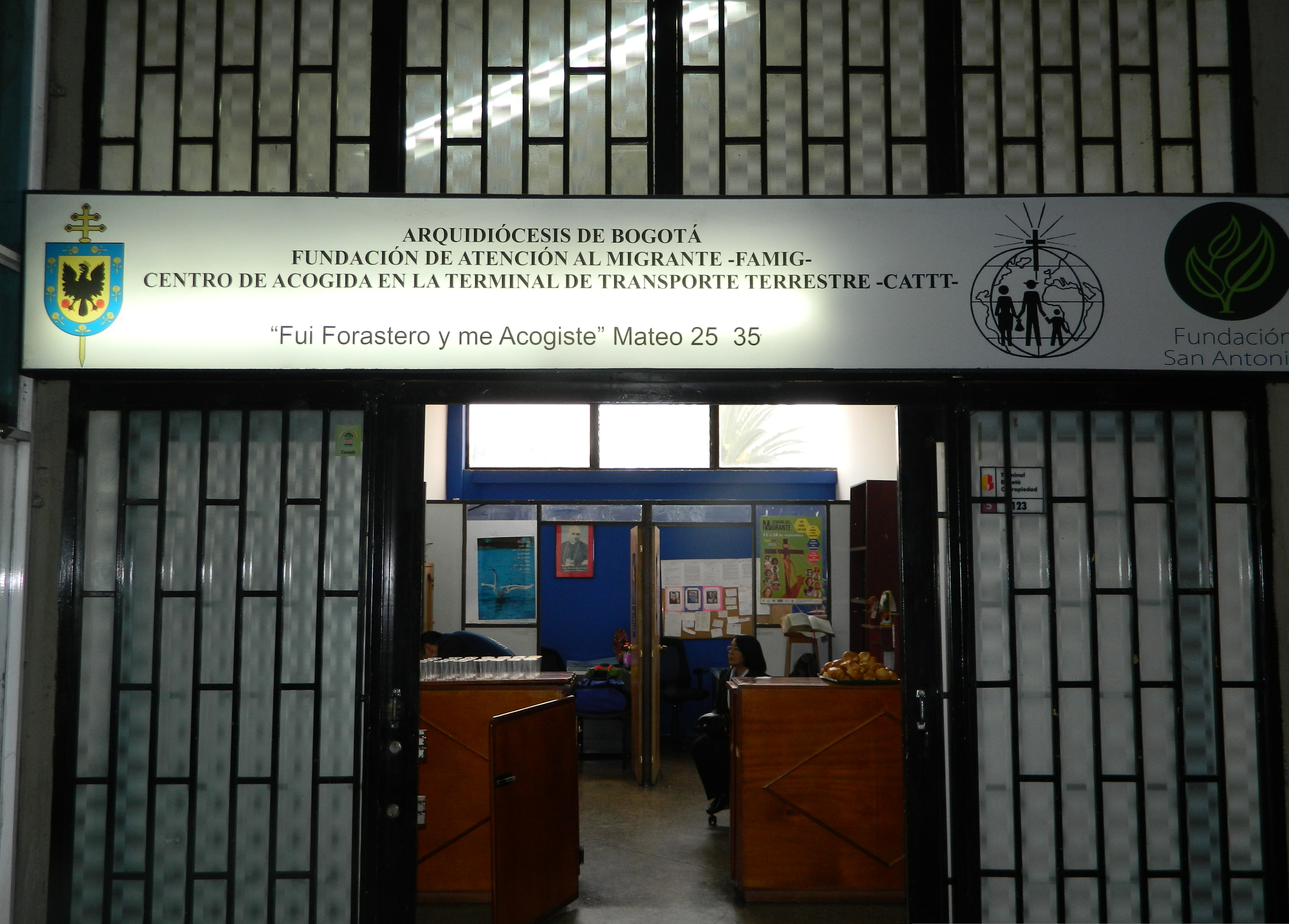
Fachada del Centro de Acogida del Terminal de Transportes

La financiación general proviene principalmente de donaciones particulares, el apoyo de instituciones como la Arquidiócesis de Bogotá, parroquias que aportan recursos mensuales y proyectos con los que se tienen alianzas.

## CAMIG II "Hogar Noche"
El CAMIG II se creó el 18 de septiembre de 2018, para atender la masiva llegada de ciudadanos venezolanos y la necesidad de atender a la población masculina, este centro está ubicado en la Parroquia Nuestra Señora de Los Dolores y es administrado por el Padre Wilfran Oyola. Está diseñado para que los hombres puedan ir a dormir, ya que solo funciona en la noche. 